# 松平信賢
松平 信賢（まつだいら のぶます）は、江戸時代後期の大名。駿河国小島藩の第8代藩主。官位は従五位下・丹後守。滝脇松平家15代。

## 略歴
丹波国亀山藩の第5代藩主・松平信志の6男として誕生。
先代・松平信友の娘婿となり、天保7年（1836年）5月14日に養父が隠居したため跡を継いだ。天保の大飢饉で藩財政に苦しんだ。
藩主になった天保7年（1836年）、駿府周辺では飢饉が発生した。
『大里村誌 下巻（三）』に小島藩浜方（中島村、下島村、西島村、西脇村、池田村）周辺の、当時の状況を知ることができる日記の転記が掲載されている。資料には具体的な村名は記載されていない。日記の内容は、ニ、三年前からの凶作により天保7年（1836年）に次第に食べるものが少なくなる状況が記されている。山間部に居住する者の被害が大きかったという。

### 藩主時代の主な動き[2]
- 天保7年（1836年）家督相続
- 天保8年（1837年）御見付御番
- 天保9年（1838年）大坂加番
- 天保11年（1840年）御見付御番
- 天保12年（1841年）
  - 6月19日 御見付御番
  - 9月3日 日光奉行
- 天保13年（1843年）御見付御番
- 弘化元年（1844年）御見付御番
- 弘化3年（1846年）御見付御番
- 嘉永2年（1849年）御見付御番
- 嘉永4年（1851年）4月27日 養嗣子の信進に家督を譲って隠居

明治6年（1873年）9月11日に66歳で死去した。墓所は東京都台東区下谷の英信寺。

## 系譜
父母
- 松平信志（実父）
- 松平信友（養父）

正室
- 松平信友の娘

子女
- 滝脇信成（次男）

養子
- 松平信進 ー 松平斉恒の次男

## 参考資料
- 『天保飢饉から幕末の混乱へ』静岡県立中央図書館
- 『大里村誌 下巻（三）』